# Music on Top
Music on Top (em coreano:  뮤직온탑) foi um programa de música sul-coreano transmitido pela JTBC. Era apresentado por Yoon Doo-joon do grupo Beast e pelo ator Lee Hyun-woo todas as quartas-feiras. Após sua exibição em 14 de março de 2012, o programa que enfrentou baixa audiência, entrou em uma pausa indefinida, sendo semelhante ao desaparecimento de programas do gênero de formato similar como K-Pop Con do Channel A Korea e Show! K Music da MBN.

## Sistema de pontuação
A partir de janeiro de 2012, o programa implementou um novo sistema de pontuação, calculado baseando-se em:
1. Vendas consolidadas (50%)
2. Vendas de música (10%)
3. Pesquisa de Avaliação de Audiência (10%)
4. Votação online (15%)
5. Resultados de juri consultivo (5%)
6. Votação em tempo real por SNS (10%)

## Vencedores do primeiro lugar
Janeiro
- 05.01 – Trouble Maker – Trouble Maker
- 12.01 – IU – You and I
- 19.01 – Sem programa <apresentação do 2012 Golden Disk Awards> – T-ARA – Lovey Dovey
- 26.01 – T-ARA – Lovey Dovey

Fevereiro
- 02.02 – T-ARA – Lovey Dovey
- 09.02 – T-ARA – Lovey Dovey
- 16.02 – FTISLAND – Severely
- 22.02 – FTISLAND – Severely
- 29.02 – FTISLAND– Severely

Março
- 07.03 – miss A – Touch
- 14.03 – BIGBANG – Blue

## Apresentadores
- Yoon Doo-joon (8 de dezembro de 2011 – 14 de março de 2012)
- Lee Hyun-woo (8 de dezembro de 2011 – 14 de março de 2012)

### MCs convidados
- Bang Min-ah (13 de janeiro de 2012)
- G.NA (9 de fevereiro – 7 de março de 2012)
- Lee Jae-jin (14 de março de 2012)
- Choi Min-hwan (14 de março de 2012)